# قضیه گیبارد–ساترویت
 قضیهٔ گیبارد–ساترویت (به انگلیسی: Gibbard–Satterthwaite theorem) در سال ۱۹۷۵ توسط آلن گیبارد و مارک ساتر ویت ضعف سیستم‌های انتخاب عمومی را برای رأی‌گیری مستقیم در جوامع بزرگ نشان داد.

## صورت مسئله
- n تعداد، رأی دهنده وجود دارد
- k تعداد، نامزد وجود دارد به قسمی که این تعداد نامزدها از سه نفر بیشتر باشد. این مکانیزم برای دو نامزد صادق نیست.

از رأی دهندگان خواسته می‌شود تا اولیت‌های خود را به ترتیب روی کاغذ بنویسند و نامزدهای a،b،c را به ترتیب در اولویت‌های ۱،۲،۳ قرار دهند.
| رأی دهنده ۱ | رأی دهنده ۲ | رأی دهنده ۳ | رأی دهنده ۴ |  |
| ----------- | ----------- | ----------- | ----------- |  |
| a           | b           | c           | b           |  |
| b           | c           | d           | a           |  |
| d           | a           | a           | c           |  |
| c           | d           | b           | d           |  |
|             |             |             |             |  |

### مکانیزم رای گیری
این رای‌ها به صندوق ریخته می‌شوند و تابعی به نام مکانیز رأی‌گیری روی آن اعمال شده و نتیجه نهایی را نشان خواهد داد.
روش‌هایی که این مکانیز می‌تواند بر روی رای‌های گرفته شده اعمال کند به این شرح است:
- بیشترین رأی در اولین سطر جدول بالا را شمرده و به عنوان برنده اعلام نماید. در این مثال نامزد b با دو رأی برنده می‌شود.
- عدد اولیت هر گزینه (شمارهٔ سطر آن) را جمع کرده و برنده را براساس کسی که کمترین امتیاز را آورده اعلام کرد. در مثال بالا از راست به چپ b=2+1+3+1 خواهد بود.
- بیشترین رأی در اولین سطر دلخواه از جدول بالا را شمرده و به عنوان برنده اعلام نماید. در این مثال نامزد d در سطر آخر بیشترین رأی را داشته و برنده خواهد شد.
- تنها به رأی یک نفر نگاه کرده و گزینه‌ای که اولین اولیت او است، را انختاب کرد. برای نمونه در جدول بالا اولویت اول رأی دهندهٔ سوم، که نامزد c برنده خواهد شد.

### ویژگی‌های یک مکانیزم رای گیری
هر مکانیزم رأی‌گیری دست کم باید دو ویژگی زیر را داشته باشد
1- اگر گزینهٔ اول همهٔ رأی دهنده‌ها یکی بود، حتمن آن گزینه انتخاب شود.
2- مکانیزم دارای معیار یکنوایی باشد.

### یکنوایی
خاصیت یکنوایی به این معنا است که اگر پس از یک بار رأی‌گیری نامزد b انتخاب شد، اگر محبوبیت b نزد رأی دهنده‌ها افزایش پیدا کرد، تأثیری در انتخاب نامزدی به نام b نداشته باشد.

### نتیجه
بر اساس نظریهٔ یاد شده اگر بخواهید یک مکانیزم رأی‌گیری دست کم دو ویژگی بالا را داشته باشد، بهترین روش برای نیل به آن استفاده از مکانیزیم دیکتاتوری است. گیبارد و ساتر ویت توانستند نشان دهند در صورتی که تعداد کاندیداها بیش از دو نفر باشد رأی دهنده‌ها با دادن رای‌های غیر واقعی می‌توانند موازنه را برهم زده و انتخابات را غیر واقعی کنند.
بنابر این قضیه تنها راه فرار از این ضعف، استفاده از تنها دو کاندیدا برای رأی‌گیری است.

### مطالعه بیشتر
- The Proof of the Gibbard–Satterthwaite Theorem Revisited
- Arrow’s Theorem and the Gibbard–Satterthwaite Theorem: A Unified Approach